# David Barral
David Barral Torres (San Fernando, Cádiz, España, 10 de mayo de 1983) es un exfutbolista, entrenador y colaborador televisivo español. Su último club fue el DUX Internacional de Madrid de la Primera Federación.
Es el jugador con más goles en la historia del Levante Unión Deportiva en la Primera División de España.

## Trayectoria
Su formación en el fútbol base se desarrolló en los equipos de la Escuela San Martín, el Club Deportivo San Servando y el C. D. San Fernando. En su primera temporada como profesional, la 2002-03, militó en el Real Madrid C. F. "C" de Tercera División. Un año después fue cedido al C. F. Fuenlabrada, donde logró marcar diecisiete goles que le sirvieron para regresar al club blanco y formar parte de la plantilla del Real Madrid Castilla C. F. que consiguió el ascenso a Segunda División en la temporada 2004-05. Disputó la campaña 2005-06 en la categoría de plata, anotando tres tantos en los veintisiete partidos en los que participó.
El día 11 de octubre debutó con el primer equipo del Real Madrid en el Trofeo Carlos Lapetra Celebrado en  Estadio de La Romareda Contra el Real Zaragoza
Al final de la misma, decidió desvincularse del Real Madrid y fichó por el Real Sporting de Gijón.
Su debut oficial con el conjunto gijonés se produjo en el primer partido liguero de la temporada, disputado en El Molinón frente al Real Valladolid y en el que los asturianos perderían por 1-3. Al final de su primera campaña en el club rojiblanco, la 2006-07, se convirtió en el segundo máximo goleador del equipo, con nueve tantos en treinta y siete partidos, superado solamente por Edwin Congo. En la temporada 2007-08 anotó once goles que ayudaron a lograr el ascenso del Sporting a Primera División después de diez años de ausencia. En la temporada 2008-09 alcanzó la cifra de catorce tantos —cuatro de ellos en la Copa del Rey— lo que le permitió ser el máximo goleador del equipo. Alcanzó la cifra de cien partidos en Primera División en la jornada 36 de la temporada 2010-11, en un encuentro celebrado en el estadio La Rosaleda ante el Málaga C. F. En la campaña 2011-12 asumió la capitanía del equipo y acabó de nuevo como máximo goleador, con nueve tantos, aunque el Sporting no pudo eludir el descenso a Segunda División.
El 5 de julio de 2012 se anunció su traspaso al Orduspor de la Superliga de Turquía a cambio de 2 millones de euros. Su debut se produjo en la jornada 1 de la temporada 2012-13, disputada el 19 de agosto, frente al Mersin İdmanyurdu. En el siguiente encuentro, ante el Eskişehirspor, se estrenó como goleador en la competición anotando el primero de los tantos de su equipo en una victoria por 2-0. Jugó un total de veintinueve partidos en los que anotó seis goles.
El 26 de junio de 2013, tras obtener la carta de libertad por parte del club turco, se anunció su fichaje por el Levante U. D. En su primera temporada con los granotas fue el máximo goleador del equipo con siete tantos. En la campaña 2014-15 logró su primer hat-trick en Primera División en un partido contra el Málaga C. F. disputado el 7 de febrero de 2015 en el estadio Ciudad de Valencia, que acabó con una victoria del Levante por 4-1. Posteriormente, el 4 de abril, anotó otra tripleta de goles durante un encuentro que enfrentó al Levante con la U. D. Almería en el estadio de los Juegos Mediterráneos y que finalizó asimismo con el marcador de 1-4. El tanto que consiguió frente al Club Atlético de Madrid el 10 de mayo fue su decimoctavo con la camiseta del Levante y lo situó como el jugador con más goles en la historia del club en Primera División, tras superar los diecisiete que había marcado el hasta entonces poseedor del récord, Mustapha Riga.
Después de finalizar su contrato con el Levante al término de la temporada 2014-15 fichó por el Al-Dhafra. El 24 de enero de 2016 fue contratado por el Granada C. F., del que se desvinculó el 13 de enero del año siguiente para incorporarse al APOEL de Nicosia. Allí se proclamó campeón de la Liga chipriota al término de la campaña 2016-17. De cara a la temporada 2017-18 firmó un contrato con el Cádiz C. F., club que abandonó al término de la misma. Entonces se marchó a Japón tras fichar por el Tokushima Vortis, para volver en la temporada 2019-20 a España, concretamente al Real Racing Club de Santander, club que abandonó en julio de 2020.
El 15 de enero de 2021 se convirtió en nuevo jugador del DUX Internacional de Madrid. Después de dos temporadas en el equipo de Primera RFEF, el Dux presentó problemas económicos para pagar a sus futbolistas, además de no cumplir con las condiciones que requería la competición. De este modo, Barral decidió colgar las botas con 39 años, debido a que solo quería continuar en el club madrileño.
En abril del 2023 el jugador gaditano volvería a los terrenos de juego para formar parte del equipo de Iker Casillas en la Kings League, una competición de fútbol 7 con reglas diferentes a las del fútbol normal.

## Clubes
| Club                          | País                   | Año       |
| ----------------------------- | ---------------------- | --------- |
| Real Madrid C. F. "C"         | España                 | 2002-2003 |
| C. F. Fuenlabrada             | España                 | 2003-2004 |
| Real Madrid Castilla C. F.    | España                 | 2004-2006 |
| Real Madrid Club de Fútbol    | España                 | 2005      |
| Real Sporting de Gijón        | España                 | 2006-2012 |
| Orduspor                      | Turquía                | 2012-2013 |
| Levante U. D.                 | España                 | 2013-2015 |
| Al-Dhafra                     | Emiratos Árabes Unidos | 2015-2016 |
| Granada C. F.                 | España                 | 2016-2017 |
| APOEL de Nicosia              | Chipre                 | 2017      |
| Cádiz C. F.                   | España                 | 2017-2018 |
| Tokushima Vortis              | Japón                  | 2018      |
| Real Racing Club de Santander | España                 | 2019-2020 |
| DUX Internacional de Madrid   | España                 | 2021-2022 |

## Palmarés

### Campeonatos nacionales
| Título         | Club             | País   | Año  |
| -------------- | ---------------- | ------ | ---- |
| Liga chipriota | APOEL de Nicosia | Chipre | 2017 |